# Жадик-султан
Жадик, Джадик (XV в. — 1519 гг.) — казахский султан. Девятый сын хана Жанибека, основателя Казахского ханства. Мухаммед Хайдар Дулати считал Жадика одним из влиятельных правителей. Касым хан, брат Жадика, в дипломатической и политических делах опирался на него. В источниках очень мало сведений о Жадике. Известно что он был женат на госпоже Нигяр, четвертой дочери хана Йунуса правителя Моголистана. У Жадик султана пятеро сыновей: Тогым, Бокей, Шыгай, Малик, Ианги-бахадур, двое из которых были ханами Казахского ханства. Когда в 1503 году Мухаммад Шайбани-хан захватил город Ташкент, Жадик султан бежал в казахскую степь. Был участником большого похода Касым хана на ногайцев, по итогам которого казахи завоевали столицу Ногайской орды город Сарайчик и большую часть Ногайской орды. В этом походе Жадик султан погиб вместе с одним из своих сыновей, в сражении против Шыгым мирзы в урочище Жыланды тобе в 1519 году. По данным Кадыргали Косымулы, могила Жадика находится в Ургенче, в местности Бакырган Ата.